# Adligenswil
Adligenswil is een gemeente en plaats in het Zwitserse kanton Luzern en maakte deel uit van het district Luzern tot op 1 januari 2008 de districten van Luzern werden afgeschaft.
Adligenswil telt 5369 inwoners.

## Geboren
- Stephan Lichtsteiner (1984), voetballer
- Ruben Vargas (1998), voetballer

## Galerij

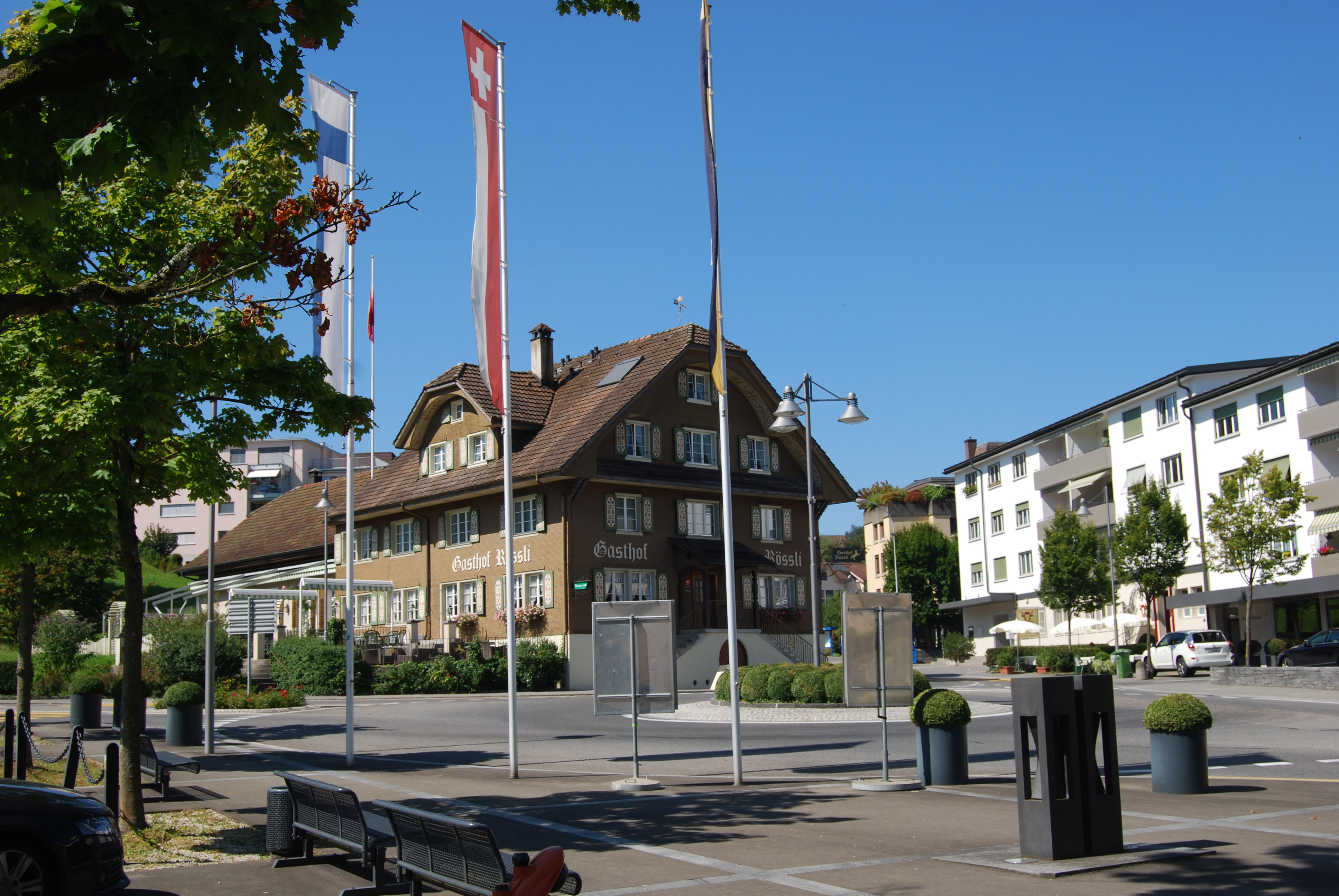
Adligenswil